# César for bedste debutfilm
César for bedste debutfilm blev oprettet i 1982 og hed frem til 1999: César de la meilleure première œuvre, fra 2000 til 2005 hed den: César de la meilleure première œuvre de fiction. I 2006 fik den sit nuværende navn.

## Uddelinger
| År   | Film                                     | Instruktør                                                              |
| ---- | ---------------------------------------- | ----------------------------------------------------------------------- |
| 2011 | Le cochon de Gaza                        | Sylvain Estibal                                                         |
| 2011 | Gainsbourg, vie héroïque                 | Joann Sfar                                                              |
| 2010 | Les Beaux gosses                         | Riad Sattouf, Anne-Dominique Toussaint                                  |
| 2009 | Il y a longtemps que je t'aime           | Philippe Claudel, Yves Marmion                                          |
| 2008 | Persepolis                               | Vincent Paronnaud, Xavier Rigault, Marc-Antoine Robert, Marjane Satrapi |
| 2007 | Je vous trouve très beau                 | Isabelle Mergault                                                       |
| 2006 | Le Cauchemar de Darwin                   | Hubert Sauper                                                           |
| 2005 | Quand la mer monte                       | Yolande Moreau, Gilles Porte                                            |
| 2004 | Depuis qu'Otar est parti                 | Julie Bertuccelli                                                       |
| 2003 | Se souvenir des belles choses            | Zabou Breitman                                                          |
| 2002 | No Man's Land                            | Danis Tanovic                                                           |
| 2001 | Ressources humaines                      | Laurent Cantet                                                          |
| 2000 | Voyages                                  | Emmanuel Finkiel                                                        |
| 1999 | Dieu seul me voit (Versailles-chantiers) | Bruno Podalydès                                                         |
| 1998 | Didier                                   | Alain Chabat                                                            |
| 1997 | Y aura-t-il de la neige à Noël ?         | Sandrine Veysset                                                        |
| 1996 | Les Trois frères                         | Didier Bourdon, Bernard Campan                                          |
| 1995 | Regarde les hommes tomber                | Jacques Audiard                                                         |
| 1994 | L'Odeur de la papaye verte               | Tran Anh Hung                                                           |
| 1993 | Les Nuits fauves                         | Cyril Collard                                                           |
| 1992 | Delicatessen                             | Marc Caro, Jean-Pierre Jeunet                                           |
| 1991 | La Discrète                              | Christian Vincent                                                       |
| 1990 | Un Monde sans pitié                      | Eric Rochant                                                            |
| 1989 | La Vie est un long fleuve tranquille     | Etienne Chatiliez                                                       |
| 1988 | L'Oeil au beur(re) noir                  | Serge Meynard                                                           |
| 1987 | La Femme de ma vie                       | Régis Wargnier                                                          |
| 1986 | Le Thé au harem d'Archimède              | Mehdi Charef                                                            |
| 1985 | La Diagonale du fou                      | Richard Dembo                                                           |
| 1984 | Rue Cases Nègres                         | Euzhan Palcy                                                            |
| 1983 | Mourir à trente ans                      | Romain Goupil                                                           |
| 1982 | Diva                                     | Jean-Jacques Beineix                                                    |